# Béla király út

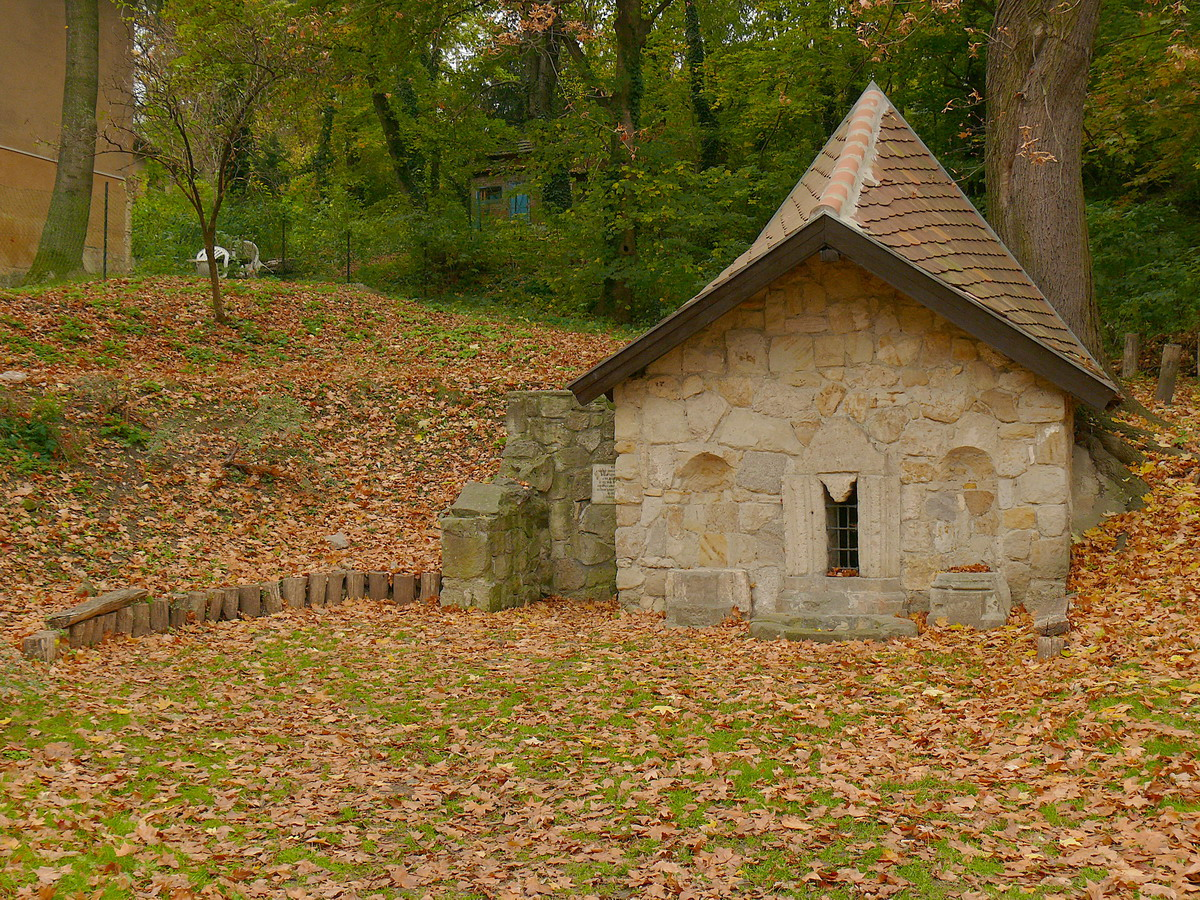
A Városkút forrásháza

A Béla király út Budapest XII. kerületében található, a Kútvölgyi út és a Zugligeti út között húzódik. Népszerű sétaút, ahonnan szép a kilátás a Hűvösvölgyre, a Lipótmezőre, a Pilis-tetőre és Dobogókőre. Az út a nevét a 30. szám alatt álló forrásházról, a Béla király kútjáról kapta 1886-ban.
2/a. szám alatt egy másik forrásnak, a Városkútnak a forrásháza áll. Ennek vízgyűjtő folyósa 15. századi. A 6. szám alatt Baumman és Költer által 1891-ben épített villa áll, a 61. szám alatt pedig a Hild József által 1856-ban épített egykori Fácán vendéglő látható. A 20-22 szám alatti Frivaldszky–Mauthner–Pálffy-villaban működött 1998-ig a Szabadság-hegyi Állami Gyermekszanatórium.
Az 1950-es években itt alakítottak ki állami rezidenciák számára egy nagy területű parkot. A rendszerváltást követően Magyarország államfői közül többen is itt laktak, ahogy 2022-ben Novák Katalin is ide költözött.